# 閔中王
閔中王(？—48年)，姓高（韓語：고）名解色朱（韓語：해색주）或解邑朱，是高句麗的第4代君主，高句丽第二任君主琉璃王（？－18年）子，亦是前任君主大武神王高無恤的弟弟。他於公元44年十一月至48年在位。

## 生平

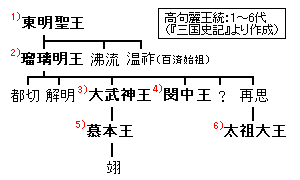
高句麗第一至六代君主世系圖

根據朝鮮半島史書《三國史記》記載，大武神王於44年十月薨去，當時太子(即日後的慕本王)尚年幼，所以他被推舉繼位。

## 大事记
閔中王时臣服于玄菟郡，并尽量保持与周边的和平。
在他继位的第二年，高句丽东部发生水灾。閔中王打开国库向灾民发放粮食。
一些研究表明，閔中王可能在位年限为8-12年，并为王莽时被汉讨濊将军严尤诛杀，而一千年后的《三国史记》则认为被诛杀的不是高句丽王，而是一名大臣代替王而死。
色朱即位的第二年，王莽派出五威将将各属国的国王尽改为侯，匈奴、西域、西南夷随后相继反叛。公元11年，高句丽军队被征调入辽西郡，准备参与汉军对匈奴叛军的讨伐，随之发生了高句丽士兵逃亡的事件。王莽及众多幽州州郡官员将此责任归罪到色朱的身上。次年，曾经替色朱申辩的讨濊将军严尤诱杀了色朱，同年王莽又改高句丽为下句丽，将玄菟上殷台县改为下殷台，西盖马县改为玄菟亭。于是，高句丽遂意图脱离中原王朝独立。

## 諡号及埋葬地
48年，閔中王在位第五年时病故。閔中王在遺言中叫人把他埋葬於他在閔中原发现的石窟裡，所以被賜諡號為閔中王。《三国史记》中色朱这一令人怀疑的葬法上成为閔中王被诱杀的一个佐证。

## 參看
- 百濟
  - 多婁王 (29年-77年)
- 新羅
  - 儒理尼師今 (24年-57年)

## 備註
| 前任： 大武神王 | 高句丽君主 44年-48年 | 繼任： 慕本王 |